# Aleš Čeh
Aleš Čeh (Maribor, 7 de abril de 1968) é um ex-futebolista profissional esloveno, que atuava como volante. Ele disputou a Copa do Mundo FIFA de 2002 e o Campeonato Europeu de Futebol de 2000, as primeiras competições que seu país disputou.

## Carreira
Aleš Čeh se profissionalizou no Olimpija.

## Seleção
Aleš Čeh representou a Seleção Eslovena de Futebol na Copa do Mundo de 2002, na Coreia do Sul e Japão.

## Títulos

### Olimpija Ljubljana
- Slovenian PrvaLiga: 1991–92

### GAK
- ÖFB-Cup: 2000, 2002
- Austrian Supercup: 2000, 2002

### Maribor
- Slovenian Cup: 2003–04